# Виктор Михайлов (футболист)
Виктор Атанасов Михайлов е бивш български футболист, полузащитник, треньор в ДЮШ на ПФК Локомотив (София).
Син е на легендарния футболист на Локомотив (София) Атанас Михайлов-Начко.

## Спортна биография
Роден е на 19 юли 1974 г. в София. Преминава през всички нива на ДЮШ на Локомотив (София).
Играл е за Локомотив (София), Септември, Локомотив (Нови Искър), Етър, Сторгозия, Велбъжд, Черно море, Ботев (Враца), Академик (Свищов), ФК Сливнишки герой (Сливница) и Ком-Миньор.
Бронзов медалист с Велбъжд през 1999, полуфиналист за купата на страната през 1995 с Локомотив (София) и през 1999 г. с Велбъжд. През 2007 г. е голмайстор на Северозападната В група и носител на купата на Аматьорската лига за 2007. Бил е помощник-треньор на ФК Сливнишки герой (Сливница)

## Статистика по сезони
- Локомотив (Сф) – 1994/95 – А група, 12 мача/1 гол
- Септември – 1995/96 – Б група, 19/2
- Локомотив (НИ) – 1996/ес. — В група, 14/3
- Етър – 1997/пр. — А група, 15/1
- Етър – 1997/98 – А група, 17/2
- Сторгозия – 1998/пр. — Б група, 11/2
- Левски Кюстендил – 1998/99 – А група, 15/2
- Черно море – 1999/00 – Б група, 23/1
- Ботев (Враца) – 2000/ес. — Б група, 6/0
- Академик (Св) – 2001/пр. — Б група, 12/3
- Септември – 2001/02 – В група, 18/2
- Академик (Св) – 2003/пр. — Б група, 14/5
- Академик (Св) – 2003/04 – Б група, 12/5
- Сливнишки герой – 2004/05 – В група, 21/5
- Сливнишки герой – 2005/06 – В група, 23/6
- ФК Керамик (Елин Пелин) – 2006 пролет – А окръжна АФГ.
- Ком-Миньор – от 2006 – В група до 2008 – в Б група – 35 мача 16 гола[1], като също така е и помощник-треньор на Ком-Миньор.
- ФК Стрела (Доброславци) – 3 мача, А окръжна АФГ.